# 維德拉爾普施特克山

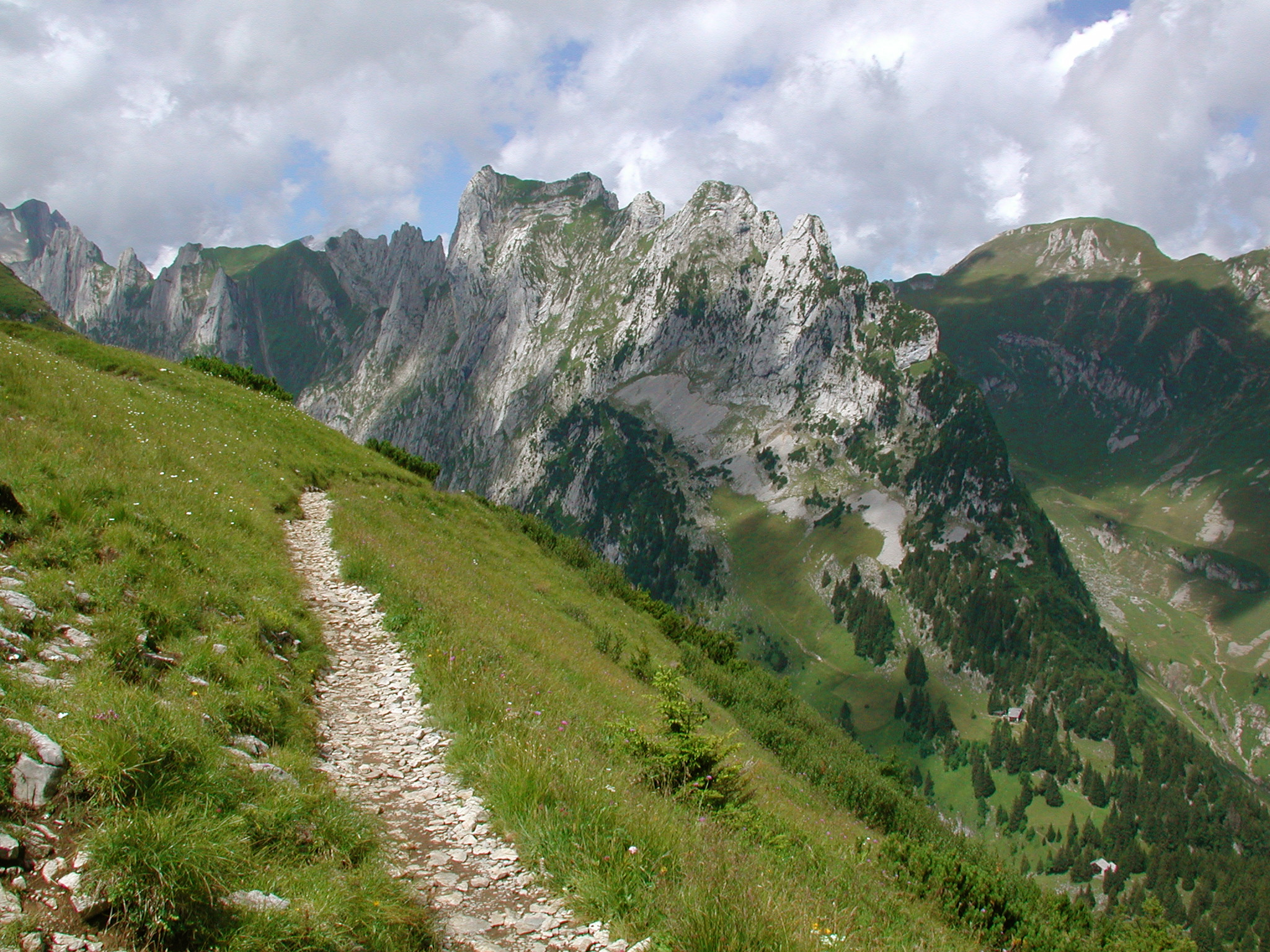

47°15′16″N 9°24′25″E / 47.254342°N 9.406944°E
維德拉爾普施特克山（德語：Widderalpstöck），是瑞士的山峰，位於該國東北部，由內阿彭策爾州負責管轄，屬於阿彭策爾阿爾卑斯山脈的一部分，海拔高度2,066米，每年平均降雨量1,954毫米。